# ФК Голуей Юнайтед
„Голуей Юнайтед“ (на английски: Galway United; на ирландски: Cumann Peile Ghaillimh Aontaithe) е ирландски футболен клуб от град Голуей, Голуей, който се състезава в шампионата на Ейре. Домакинските си мачове играе на стадион „Териленд Парк“, с капацитет 5000 зрители.

## История
Клубът е основан през 1937 година като „Голуей Роувърс“. Прави дебюта си в Ирландската висша лига през 1977 година.

## Успехи
- Ирландска висша лига:
  -  Вицешампион (1): 1985/86
- Първа дивизия:
  -  Шампион (1) 1992/93
  -  Второ място (1): 1998/99
- Купа на Ейре
  -  Носител  (1) 1990/91
  -  Финалист (1): 1984/85
- Купа на лигата на Ейре
  -  Носител  (2) 1985/86, 1996/97
  -  Финалист (2): 1979/80, 2015

## Европейски клубни турнири
| Сезон   | Турнир       | Кръг               | Страна | Съперник  | Резултати |
| ------- | ------------ | ------------------ | ------ | --------- | --------- |
| 1985/86 | КНК          | 1 кръг             |        | Лингби    | 0:1, 2:3  |
| 1986/87 | Купа на УЕФА | Предварителен кръг |        | Гронинген | 1:5, 1:3  |
| 1991/92 | КНК          | 1 кръг             |        | Одензе    | 0:3, 0:4  |